# Kinloss
Kinloss é uma abadia cisterciense na costa de Morayshire, fundada em 1150 ou 1151 pelo rei David I da Escócia, segundo lenda popular em gratidão por ter sido guiado à segurança por uma pomba branca quando se perdeu ao caçar na floresta adjacente. 
Mosteiro colonizado por Melrose, quer dizer, a maior parte de seus monges se originara em Melrose. A maior parte da igreja e dos edifícios foram construídos até 1200. O Papa Alexandre III confirmou a fundação real ao segundo abade, Reinerius, em 1174; em 1229 a abadia pode enviar uma colônia de monges ao mosteiro recém fundado de Culross, em Perthshire. 
Kinloss foi ricamente dotada pelo sucessores de David I e por benfeitores privados, tendo seus privilégios a valiosa pesca do salmão no rio Findhorn, dada por Roberto I da Escócia, ou Robert Bruce e confirmada por Jaime I da Escócia e James IV da Escócia. 
Os abades eram mitrados, com assento no Parlamento, e a casa tinha importância como a única abadia na enorme província de Moray. No outono de 1303 o rei Eduardo I de Inglaterra, ao passar rumo ao Norte da Escócia, se alojou em Kinloss por três semanas com grande corte e recebeu o juramento de fidelidade de seu abade Thomas. 
O abade Chrystal (1504-1535) fez muito pelo bem estar material da Casa, fornecendo móveis à Igreja e  livros à biblioteca. O mais ilustre dos 24 abades foi entretanto seu sucessor, Robert Reid, que tinha também o priorado de Beauly in commendam. Prelado sábio, culto e excelente, foi enviado como comissário de Henrique VIII de Inglaterra para negociar a paz, e à França para lidar com o casamento de Jaime V da Escócia. Construiu uma biblioteca nova e outros edifícios, administrando com cuidado a casa. Bispo de Orkney em 1541, foi sucedido pelo sobrinho Walter. Walter porém se tornou protestante e alienou a maior parte das terras, criadas em feudo temporal em beneficio de Eduardo Bruce, feito Lord Bruce of Kinloss, título ainda detido por seu descendente, o conde ou Earl of Elgin, apesar de terem as terras de Kinloss sido vendidas em 1843 a Brodie of Lethen, em cuja família permanecem. 
Restam apenas fragmentos da abadia: a parede ocidental do claustro, dois belos arcos normandos, um edificio de dois andares com teto, traditionalmente chamado aposentos do prior ou "prior's chambers". A igreja desapareceu.